# Řízená střela

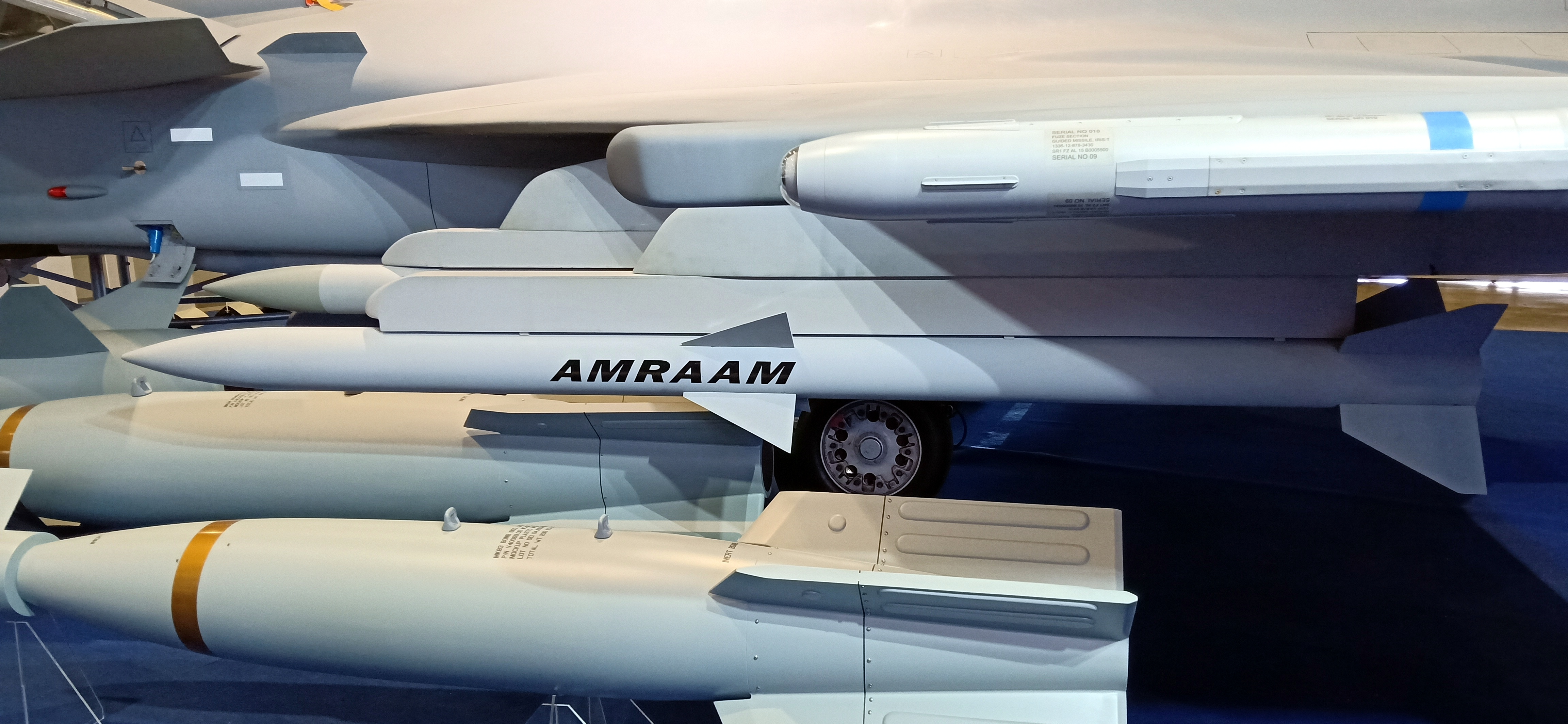
Střela vzduch-vzduch AIM-120 AMRAAM

Názvem řízené střely se ve vojenské terminologii označují zbraně vybavené vlastním pohonem, obvykle proudovým  nebo raketovým motorem, které jsou za letu k cíli řízeny automaticky nebo obsluhou.
Rakety mají pět systémových součástí: naváděcí systém, zaměřovací systém, letový systém, motor a hlavici. Střely se dodávají v typech přizpůsobených pro různé účely: střely země-země a střely vzduch-země (balistické, s plochou dráhou letu, protilodní, protiponorkové, protitankové atd.), střely země-vzduch (a protibalistické), střely vzduch-vzduch a protisatelitní zbraně.

## Historie

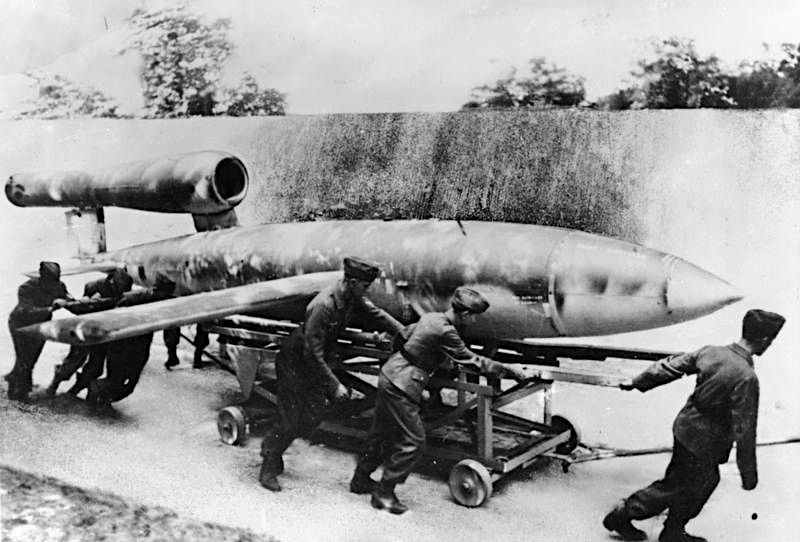
V-1 před startem

První řízené střely, které byly použity v boji, byla létající bomba V-1 a raketa V-2, vyvinuté nacistickým Německem ve druhé světové válce. Obě tyto střely používaly mechanického autopilota k udržení letu po předem zvolené trase.
Za druhé světové války byly též použity protilodní a protiletadlové střely, které byly dálkově ovládány jednoduchým rádiovým systémem. Tyto střely byly však vyráběny pouze v malém počtu.